# Lacinipolia implicata
Lacinipolia implicata är en fjärilsart som beskrevs av Mcdunnough 1937. Lacinipolia implicata ingår i släktet Lacinipolia och familjen nattflyn. Inga underarter finns listade i Catalogue of Life.

## Bildgalleri

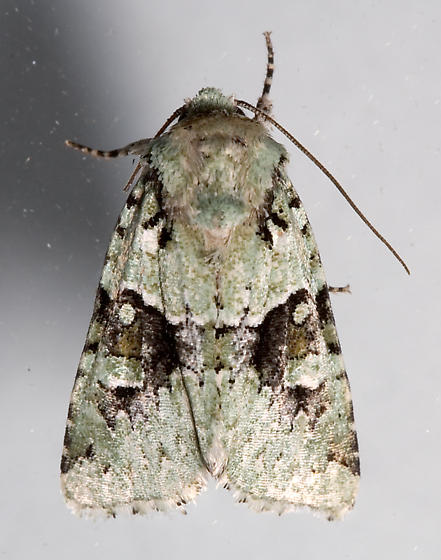